# Duke Nginingini
Pas d'image ? Cliquez ici

a Compétitions nationales et continentales officielles uniquement.

b Matchs officiels uniquement.
Dernière mise à jour le 8 septembre 2024.
Duke Nginingini, né à Hamilton, est un joueur international tongien de rugby à XV et de nationalité civile néo-zélandaise qui évolue au poste de pilier.

## Biographie
Né à Hamilton en Nouvelle-Zélande vers 1995 et étudiant à la Hamilton Boys' High School, Duke Nginingini participe au championnat des provinces néo-zélandaises en 2016 et 2017, sous le maillot de l'équipe de Waikato. Ces années, bien qu'il soit intégré dans le groupe de « développement » des Chiefs, franchise de Super Rugby dont dépend la province de Waikato, il n'est jamais appelé en équipe première. Sous la fédération de Waikato, il joue notamment avec les équipes locales des Hamilton Old Boys et de Melville.
Plus tard, il évolue dans le championnat domestique de la fédération de Counties Manukau, pour le compte des clubs de Ardmore Marist et de Karaka,,, évoluant parfois avec la réserve de l'équipe provinciale des Steelers de Counties Manukau,.
Dans le cadre de la tournée d'été 2021, Nginingini est sélectionné dans le groupe de l'équipe nationale des Tonga. Le 3 juillet 2021, il obtient sa première cape internationale sous le maillot national des Tonga, affrontant la Nouvelle-Zélande au Mount Smart Stadium d'Auckland,. Il participe ensuite aux matchs de qualifications de la zone Océanie en vue de la Coupe du monde 2023, contre les Samoa et les îles Cook,.
En octobre 2021, il rejoint en cours de saison le club français de l'US Dax, évoluant alors en Nationale ; sa licence reste néanmoins bloquée jusqu'au mois de décembre, en raison d'un délai de validation auprès de la Fédération française.
Non conservé à l'issue de la saison, il continue sa carrière en Australie, s'engageant avec le Manly RFC et disputant le championnat de Nouvelle-Galles du Sud, puis l'année suivante avec le Eastwood RC.
Il est rappelé dans le groupe tongien dans le cadre de la Coupe des nations du Pacifique 2024.

## Statistiques en équipe nationale
| Année | Compétition                                              | Matchs | Points | Essais |
| ----- | -------------------------------------------------------- | ------ | ------ | ------ |
| 2021  | Test-match en tournée                                    | 1      | 0      | 0      |
| 2021  | Qualifications de la zone Océanie pour la Coupe du monde | 3      | 0      | 0      |
| Total | Total                                                    | 4      | 0      | 0      |